# Pedro Quartucci
Pedro Vicente Ernesto Quartucci (ur. 30 lipca 1905 w Buenos Aires, zm. 20 kwietnia 1983 tamże) – argentyński bokser wagi piórkowej i aktor.

## Kariera bokserska
Zdobył brązowy medal letnich igrzysk olimpijskich w Paryżu.

## Kariera aktorska
W 1980 roku zagrał m.in. w filmie Al marido hay que seguirlo. Łącznie zagrał w ponad 50 filmach. W 1983 roku zmarł na atak serca.